# 蒋树声
蒋树声（1940年4月—），男，江苏无锡人，中华人民共和国政治人物，原副国级领导人，中国物理学家。曾任南京大学校长，中国民主同盟中央委员会主席，第十一届全国人大常委会副委员长。

## 生平
蒋树声1963年7月毕业于南京大学物理学系，获学士学位。毕业后，留校工作四十多年；曾历任南京大学固体微结构实验室副主任，南京大学物理系主任，副校长等职；1997年4月，出任南京大学校长。在南大工作期间，蒋树声先后在英国、澳大利亚、意大利学习工作五年多；其间，分别于2002年和2003年获美国约翰·霍普金斯大学和英国布里斯托尔大学的名誉博士学位。1998年3月，第九届全国人大第一次会议上，他当选为全国人民代表大会常务委员会委员。
2003年4月加入中国民主同盟。2005年12月，在民盟九届四中全会上，刚入盟两年的蒋树声接替丁石孙出任民盟第九届中央主席。2007年12月，在民盟十届一中全会上，蒋树声连任了民盟中央主席的职务。2008年3月在第十一屆全國人民代表大會第一次會議上當選為第十一屆全國人大常委會副委員長。

## 学术活动
自1985年以来，蒋树声先后承担了国家自然科学基金、中华人民共和国教育部的多项重点科研项目。

## 荣誉
曾获国家教委科技进步二等奖、江苏省科技进步一等奖、国家自然科学奖三等奖等奖项。
他还曾获得“国家有突出贡献的中青年专家”等荣誉称号。